# Listă de pictori uruguayeni
Aceasta este o listă de pictori uruguayeni.

## O
- Víctor Ocampo

## S
- Felipe Seade

## T
- Joaquín Torres García

## V
- Carlos Páez Vilaró